# Rhynchodontodes angulata
Rhynchodontodes angulata là một loài bướm đêm trong họ Erebidae.